# 島下泰久
島下 泰久（しました やすひさ、1972年6月4日 - ）は、日本のモータージャーナリスト。AJAJ（日本自動車ジャーナリスト協会）会員。日本カー・オブ・ザ・イヤー選考委員。

## 人物・来歴
神奈川県相模原市出身。立教大学法学部在学中から自動車雑誌の編集に携わるようになり、編集部契約スタッフを経て、1996年（平成8年）よりフリーランスの自動車評論家となる。現在は、雑誌やウェブサイトなどへ寄稿するほか、テレビ、ラジオへの出演や講演も行なっている。
2001年（平成13年）、史上最年少で日本自動車ジャーナリスト協会（AJAJ）会員となった。
2007年（平成19年）より毎年、日本カーオブザイヤー選考委員を務める。
フォルクスワーゲンエコドライブトレーニングインストラクター。

## 著作
- 「極楽ガソリンダイエット」（二玄社、2008年）
- 「間違いだらけのクルマ選び」（草思社[4]）

## その他
血液型は、A型。東京都に在住し、独身である。